# Casape
Casape ist eine Gemeinde in der Metropolitanstadt Rom in der italienischen Region Latium mit 608 Einwohnern (Stand 31. Dezember 2023). Sie liegt 47 Kilometer östlich von Rom.

## Geografie
Casape liegt auf einem Bergrücken der Monti Prenestini östlich von Tivoli. Es ist Mitglied der Comunità Montana Monti Sabini e Tiburtini.

## Geschichte
Im Jahre 1051 wurde die Siedlung an das Kloster S. Andrea al Clivo Scauri in Rom verschenkt und kam um 1300 in den Besitz der Colonna. 1320 ging sie wieder an das römische Kloster zurück, das sie nach 1527 an die Familie Leonini verkaufte; diese gaben den Ort 1567 an die stadtrömischen Santacroce weiter. Von diesen ging er 1600 an den Herzog von Poli, Lotario II. Conti, über. Es folgten 1632 die Barberini, und 1655 gelangte der Ort an die oberitalienische Familie der Fürsten Pio di Carpi di Savoia bis 1755; letzte Feudalherren waren bis 1816 die Brancaccio. Der Ortsname wird heute als Casa Ape interpretiert, was an das Bienenwappen der Barberini erinnert.

## Bevölkerung
| Jahr        | 1871 | 1901 | 1921 | 1951 | 1971 | 1991 | 2001 |
| ----------- | ---- | ---- | ---- | ---- | ---- | ---- | ---- |
| Bevölkerung | 731  | 906  | 1012 | 1292 | 1029 | 812  | 746  |

## Politik
Luigino Testi (Bürgerliste Torre Merlata) wurde am 5. Juni 2016 für die dritte Wahlperiode zum Bürgermeister gewählt. Seine Bürgerliste stellt mit 7 von 10 Sitzen die Mehrheit im Gemeinderat. Er löste Giuliano Colagrossi (1997–2006) ab, der nicht mehr kandidierte.

## Sehenswürdigkeiten
- Das unlängst restaurierte Castello am Beginn des historischen Zentrums bildete einen Sperrriegel für den östlichen Zugang in den Borgo Fortificato. Es war früher in Privatwohnungen aufgeteilt, dient aber nach der Erneuerung als Kulturzentrum.
- Die nach 1950 erbaute Kirche San Pietro Apostolo innerhalb des modernen Ortsteils ersetzt die gleichnamige Kirche, die einst als Palastkapelle direkt in das Castello eingefügt war. Eine Kreuzigung hochmittelalterlicher Gestalt und ein Gemälde des segnenden Christus als Weltenlehrer bilden die Ausstattungsgegenstände.

## Feste
Im Oktober wird die Sagra della Mosciarella veranstaltet, die einer Kastaniensorte gewidmet ist.